# Pierre Jean Jouve

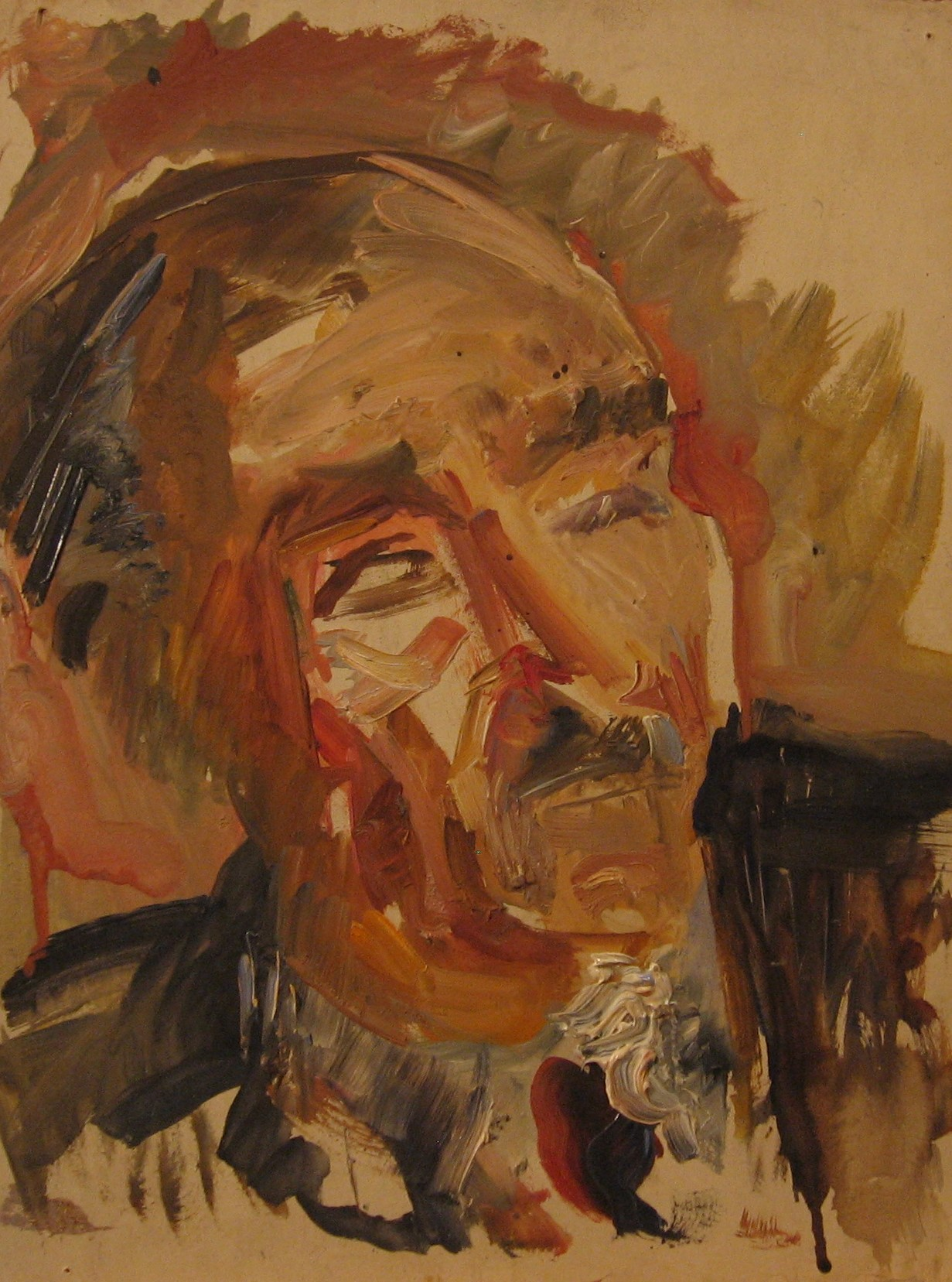
Pierre Jean Jouve.

Pierre Jean Jouve född 11 oktober 1887 i Arras, död 8 januari 1976 i Paris, var en fransk författare.
Jouve studerade matematik och filosofi men tvingades avbryta studierna på grund av sjukdom. 1906-1908 redigerade han tidskriften Les bandeaux d'or. 1912 debuterade han med diktsamlingen Les présences. Under 1920-talet hamnade han i en kris, bekände sig till katolicismen, ägnade sig åt psykoanalys och strök alla sina böcker skrivna före 1925 från sin verklista.